# キャロッピー号

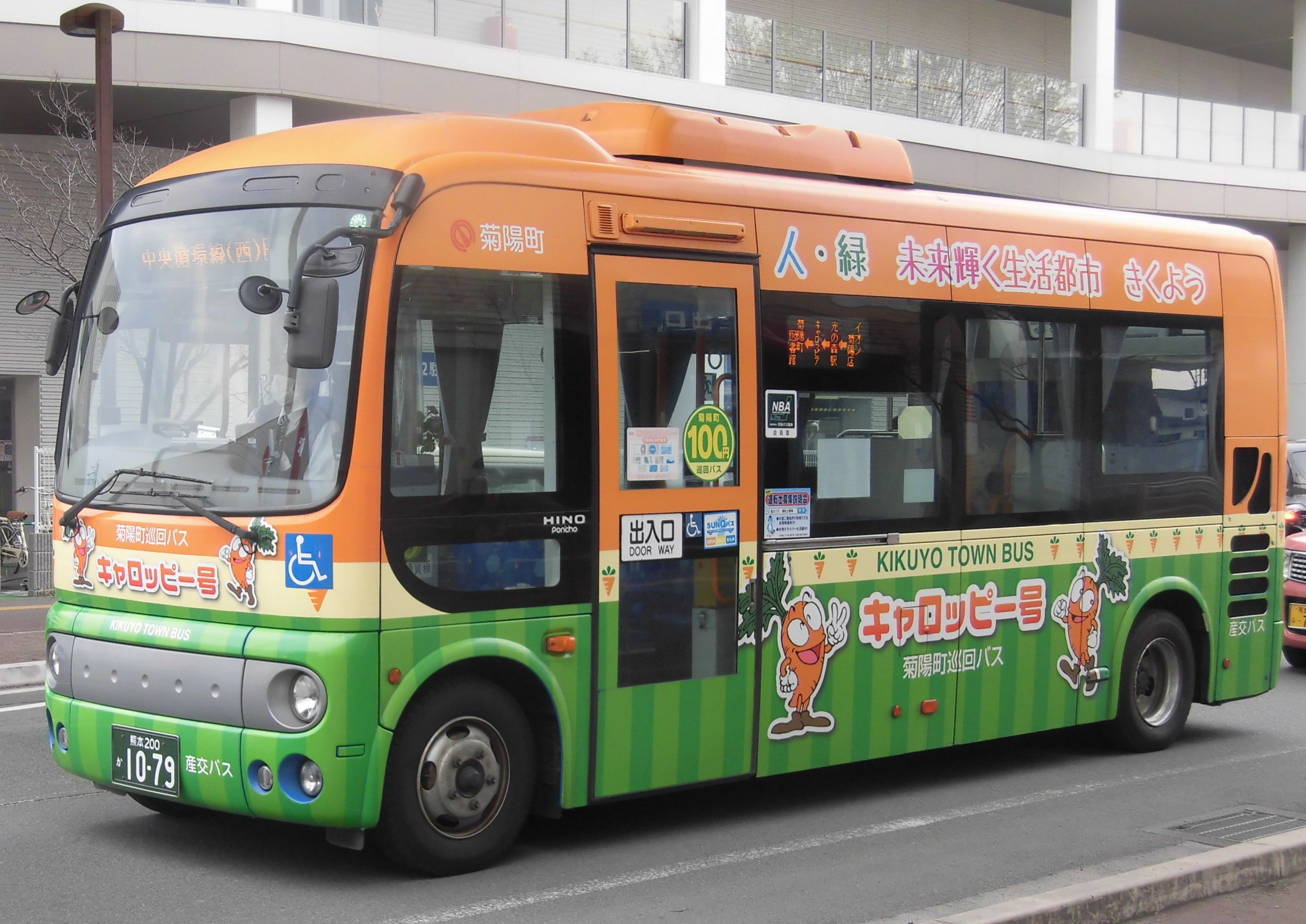
キャロッピー号（産交バス）

キャロッピー号（きゃろっぴーごう）とは、熊本県菊池郡菊陽町で運行するコミュニティバスの愛称である。

## 概説
中央循環線（西）・中央循環線（東）・西部線・南部線の4路線からなる。

## 沿革
- 2003年10月 - 菊陽町町内巡回バスが運行開始。道明線・青葉台線・向陽台線・古閑原線・南方線・井口線の6路線において運行。
- 2008年10月 - ダイヤ改正により運行時刻を一部変更ならびに南部線を新設。
- 2013年10月 - ダイヤ改正によりコースの一部見直しに伴う再編により路線名も南部線を除き全て変更され7路線から6路線（中央環状線・東部環状線・南部環状線・北部環状線・西部線・南部線）に。車両も新たに新型車両1台追加導入し、既存の車両についても専用ラッピングを施した上で、愛称を「キャロッピー号」と命名。
- 2020年1月26日 - 菊陽町の「公共交通体系見直し計画」に基づき、コースの見直し等に伴う再編により6路線から4路線に。従前の一部コースならびに一部エリア内の停留所を廃止（廃止区域内の空白地域においては乗合タクシー（菊陽タクシーが運行）による輸送へ転換）。
- 2024年4月1日 - 中央循環線と乗合タクシーを一部見直し。中央循環線は、これまで分かれていた東ルートと西ルートを統合し、乗り継ぎを必要としないシンプルなルートへ簡素化。さらに、利用の少ない区間・停留所ならびに夕方の時間帯便の運行を廃止。廃止された区間ならびに廃止停留所の周辺区域は乗合タクシーがカバーする。今回の見直しは、停留所一部削減によりバスの定時運行化の徹底を図る事や、これまでの複雑な路線網を解消し分かりやすく利用しやすい経路への改善、さらには近年の運転士不足や同日から始まるバス事業者への「働き方改革関連法」の適用開始により乗務員の時間外労働の上限規制が厳しくなることへの影響（いわゆる2024年問題）に対応する事により、バス事業者への労働環境の改善を図ると共に、町民の移動手段確保に努め、交通渋滞の軽減にもつなげる公共交通の積極的な利用を促す目的によるもの。
  - 廃止された停留所 - 津留・菊陽台病院・農協中央支所・原水駅前・原水宮の前・原水新町・自動車学校阿蘇製薬前・竹迫踏切（西部線は除く）
  - 移設停留所 - 緑ヶ丘（旧：緑陽台）・あさひヶ丘公民館前（旧：緑ヶ丘）・津久礼ヶ丘（西部線含む）・平の上

## 運賃・運行会社
- 運行は産交バス（大津営業所）・熊本電鉄バス（辻久保営業所）に委託している。
- 運賃は、大人100円/子供50円の均一運賃（未就学児は無料）。
- キャロッピー号の別コース乗継割引およびキャロッピー号から乗合タクシーへの乗継割引がある。降車時に乗務員へ申し出ると「乗継割引券」を発行する（当日のみ有効）。なお、乗合タクシーを利用する場合は事前に利用登録を菊陽町へ申請し、利用登録カードを発行してもらい、利用する日時の1時間前までにタクシー会社へ予約が必要となる（1名からでも予約可）。
- キャロッピー号専用回数券がある。（100円×6枚綴りで、販売額は500円。車内にて販売）
- このほか、SUNQパス（北部九州版・南部九州版・全九州版）・くまモンのIC CARDが使えるほか、2025年2月24日からはクレジットカード等のタッチ決済機器によるサービスを開始。バス会社発行の定期券・各社共通1日乗車券「わくわく1dayパス」は使用できない。かつては全国交通系10社ICカード（Suica・nimocaなど）も使えたが、2024年11月15日を以って取り扱い終了となった。

## コース
（）数字は便番号
中央循環線：（日曜日 - 金曜日運行）左回り・右回りとも1日2便　　産交運行
- 左回り（1・3）　
  - 菊陽町役場 - 緑陽台東 - 緑ヶ丘 - あさひヶ丘公民館前 - 平の上 - あさひヶ丘 - あさひヶ丘西 - カリーノ菊陽[1] - 廣街道 - 津久礼 - あさひヶ丘 - 菊陽町図書館 - さんふれあ前 - 菊陽病院入口 - 菊陽西小学校前 - 光の森産交 - 光の森6丁目 - 光の森3丁目 - キャロッピア - 光の森2丁目 - 光の森駅 -  ゆめタウン光の森 - 東ヶ丘団地 - 石坂 - 三里木中 - 三里木 - カリーノ菊陽 - あさひヶ丘西 - あさひヶ丘 - 津久礼ヶ丘 - ひばりヶ丘 - 宮の上 - 菊陽町役場
- 右回り（2・4）　
  - ※左回りの逆回り

西部線：（月曜日・水曜日・金曜日運行）往路・復路とも1日4便　　電鉄運行
- 往路（1・3・5・7）
  - 向陽台 - 西花立 - 花立 - 平和会館前 - 尚絅大学前 - 八久保 - 武蔵ヶ丘北口 - 武蔵ヶ丘車庫前 - 武蔵ヶ丘小学校前 - 武蔵ヶ丘 - ほっとステーション前 - 武蔵ヶ丘東 - 武蔵ヶ丘中学校前 - ニュータウン入口 - キャロッピア - 光の森二丁目 - ゆめタウン光の森 - 光の森駅 - 境の松 - 新成南 - 三里木北 - 竹迫踏切 - 菊陽病院入口 - さんふれあ前 - 菊陽町図書館 - あさひヶ丘 - 津久礼ヶ丘 - ひばりヶ丘 - 宮の上 - 菊陽町役場
- 復路（2・4・6・8）
  - ※往路の逆回り

南部線：（月曜日 - 金曜日運行）往路は1日1便、復路は1日2便　　産交運行
- 往路（1）
  - 戸次上村 - 戸次 - 馬場楠 - 上村 - 曲手東 - 曲手 - 熊本リハビリテーション前 - 道明入口 - 井口 - 東熊本第二病院前 - 農協倉庫前 - 下辛川 - 上辛川 - 上辛川東 - 曲手
- 復路（2・3）
  - ※往路の逆回り

## 車両
2013年10月1日より、同町の特産品であるにんじんをイメージしたオレンジ色と豊後街道の杉並木をイメージした緑色を基調に町のマスコットキャラクターである「キャロッピー」がデザインされた小型バスの日野・ポンチョが産交に1台新たに導入された。また、これまで使用されていた既存の車両においても、上記のデザインが全面ラッピングとして施され専用車両として使用されている。
町内巡回バス時代は専用車両としては両社とも用意しておらず、全て一般路線バスの車両と共通運用という形においてバス正面に赤茶色で「町内巡回バス」と旗表示して運行していた。